# Pleuratus
Pleuratus är ett mansnamn. Ett flertal illyriska kungar bar detta namn. Det fanns år 2008 inga män som hade Pleuratus som förnamn i Sverige.

## Personer med namnet
- Pleuratus den yngre – kung i Ardiaeiska kungarriket från 260 f.Kr till 250 f.Kr..